# Pedionis minuta
Pedionis minuta är en insektsart som beskrevs av Evans 1971. Pedionis minuta ingår i släktet Pedionis och familjen dvärgstritar. Inga underarter finns listade i Catalogue of Life.